# 24-Stunden-Motorradrennen von Spa-Francorchamps
Das 24-Stunden-Motorradrennen von Spa-Francorchamps ist ein Motorrad-Langstreckenrennen auf dem Circuit de Spa-Francorchamps.
Unter der bezeichnung 24-Stunden-Motorradrennen von Lüttich (24 Heures de Liège moto) wurde das Rennen, zwischen 1971 und 2003 ausgetragen und zählte zur Langstrecken-Weltmeisterschaft der FIM. Namensgebend für das Rennen war die belgische Stadt Lüttich. In den Jahren 1971 und 1972 fand das 24-Stunden-Rennen auf dem Circuit Zolder statt. Von 1973 bis 2003 wurde es auf dem Circuit de Spa-Francorchamps ausgetragen.
Seit 2022 wird die Veranstaltung wieder unter den Namen 24-Stunden-Motorradrennen von Spa-Francorchamps ausgetragen und zählt auch wieder zur Langstrecken-Weltmeisterschaft. 2024 wurde aus Kostengründen das Rennen auf 8h gekürzt.
Rekordsieger sind Jacques Luc und Christian Lavieille aus Frankreich, beide konnten jeweils vier Siege verbuchen.

Streckenführung des Circuit Zolder bis 1972
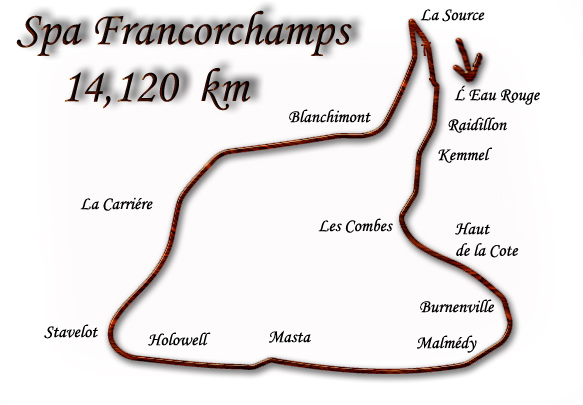
Circuit de Spa-Francorchamps in der bis 1978 befahrenen Variante
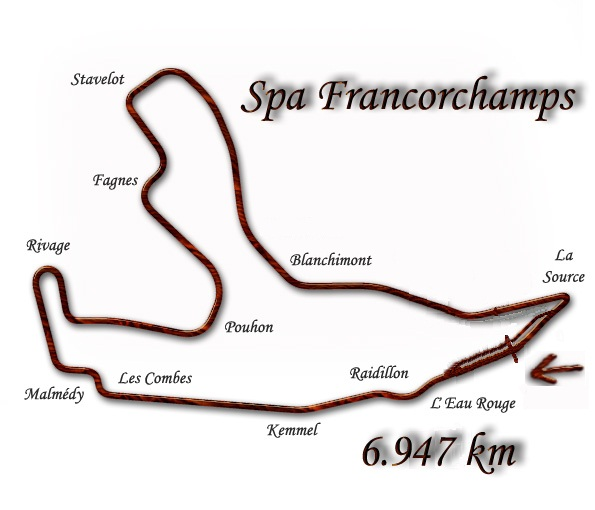
Circuit de Spa-Francorchamps ab 1979

## Siegerliste
| Jahr | Fahrer 1                                    | Fahrer 2                                    | Fahrer 3                                    | Hersteller / Team                           |
| ---- | ------------------------------------------- | ------------------------------------------- | ------------------------------------------- | ------------------------------------------- |
| 1971 | Clive Brown                                 | Nigel Rollason                              | —                                           | BSA                                         |
| 1972 | Georges Godier                              | Alain Genoud                                | —                                           | Honda                                       |
| 1973 | John Williams                               | Charlie Williams                            | —                                           | Honda                                       |
| 1974 | Jean-Claude Chemarin                        | Gérard Debrock                              | —                                           | Honda                                       |
| 1975 | Roger Ruiz                                  | Christian Huguet                            | —                                           | Japauto                                     |
| 1976 | Jean-Claude Chemarin                        | Christian Léon                              | —                                           | Honda                                       |
| 1977 | Jacques Luc                                 | Pierre Soulas                               | —                                           | Honda                                       |
| 1978 | Jacques Luc                                 | Jack Buytaert                               | —                                           | Honda                                       |
| 1979 | Jacques Luc                                 | Jack Buytaert                               | —                                           | Honda                                       |
| 1980 | Marc Fontan                                 | Hervé Moineau                               | —                                           | Honda                                       |
| 1981 | Jacques Luc                                 | Pierre-Étienne Samin                        | —                                           | Suzuki                                      |
| 1982 | Jean-Claude Chemarin                        | Jacques Cornu                               | Sergio Pelandini                            | Kawasaki                                    |
| 1983 | Jacques Cornu                               | Thierry Espié                               | Didier de Radiguès                          | Kawasaki                                    |
| 1984 | Gérard Coudray                              | Patrick Igoa                                | Alex Vieira                                 | Honda                                       |
| 1985 | Hervé Moineau                               | Richard Hubin                               | Jean-Pierre Oudin                           | Suzuki                                      |
| 1986 | Gérard Coudray                              | Patrick Igoa                                | Alex Vieira                                 | Honda                                       |
| 1987 | Richard Hubin                               | Michel Siméon                               | Michel Simul                                | Suzuki                                      |
| 1988 | Hervé Moineau                               | Bruno Le Bihan                              | Thierry Crine                               | Suzuki                                      |
| 1989 | Alex Vieira                                 | Stéphane Mertens                            | Roger Burnett                               | Suzuki                                      |
| 1990 | Kein 24-Stunden-Motorradrennen von Lüttich. | Kein 24-Stunden-Motorradrennen von Lüttich. | Kein 24-Stunden-Motorradrennen von Lüttich. | Kein 24-Stunden-Motorradrennen von Lüttich. |
| 1991 | Stéphane Mertens                            | Dominique Sarron                            | Christian Lavieille                         | Suzuki                                      |
| 1992 | Terry Rymer                                 | Carl Fogarty                                | Jehan d’Orgeix                              | Kawasaki                                    |
| 1993 | Steve Manley                                | Simon Buckmaster                            | Doug Toland                                 | Kawasaki                                    |
| 1994 | Adrien Morillas                             | Jean-Louis Battistini                       | Denis Bonoris                               | Kawasaki                                    |
| 1995 | Jean-Michel Mattioli                        | Stéphane Mertens                            | Michel Siméon                               | Honda                                       |
| 1996 | Piergiorgio Bontempi                        | Stéphane Coutelle                           | Brian Morrison                              | Kawasaki                                    |
| 1997 | Juan-Eric Gomez                             | Doug Polen                                  | Peter Goddard                               | Suzuki                                      |
| 1998 | Christian Lavieille                         | Doug Polen                                  | William Costes                              | Honda                                       |
| 1999 | Telmo Pereira                               | Michel Graziano                             | Bruno Bonhuil                               | Suzuki                                      |
| 2000 | Jean-Marc Delétang                          | Fabien Foret                                | Mark Willis                                 | Yamaha                                      |
| 2001 | Christian Lavieille                         | Brian Morrison                              | Laurent Brian                               | Suzuki                                      |
| 2002 | Christian Lavieille                         | Brian Morrison                              | Laurent Brian                               | Suzuki                                      |
| 2003 | Olivier Four                                | Sébastien Gimbert                           | Nicolas Dussauge                            | Suzuki                                      |
| 2022 | Markus Reiterberger                         | Illja Mychaltschyk                          | Jérémy Guarnoni                             | BMW                                         |
| 2023 | Niccolò Canepa                              | Marvin Fritz                                | Karel Hanika                                | Yamaha                                      |
| 2024 | Niccolò Canepa                              | Marvin Fritz                                | Karel Hanika                                | Yamaha                                      |
| 2025 | Alan Techer                                 | Corentin Perolari                           | Taiga Hada                                  | Honda                                       |

## Tödliche Unfälle
In der Geschichte der 24 Heures de Liège moto gab es insgesamt fünf tödliche Unglücke. Im Jahr 1972 kam in Zolder der Belgier Claude Romain ums Leben. 1985 starben in Spa-Francorchamps der Franzose Jean-Pierre Haemisch und der Deutsche Harald Layher. 1996 erfasste der britische Pilot Lee Pullan den Streckenposten Charles Albert, beide kamen bei dem Unfall ums Leben.